# Slovénie aux Jeux olympiques
La Slovénie, pays devenu indépendant en 1991, participe pour la première fois aux Jeux olympiques d'hiver de 1992 à Albertville. Dans le passé, les sportifs slovènes représentèrent l'Autriche (1912) puis le Royaume des Serbes, Croates et Slovènes devenu la Yougoslavie en 1929 (1920-1988). Le Comité national olympique a depuis envoyé une délégation nationale à chaque édition des Jeux olympiques d'été et des Jeux olympiques d'hiver. 
Les athlètes slovènes ont remporté un total de 40 médailles olympiques (après les Jeux de 2018).

## Les sportifs médaillés
Cette liste ne prend pas en compte les Slovènes médaillés au sein d'autres nations avant 1991.
| Médaille | Nom                                                    | Jeux                | Sport             | épreuve                               |
| -------- | ------------------------------------------------------ | ------------------- | ----------------- | ------------------------------------- |
| Bronze   | Iztok Čop Denis Žvegelj                                | 1992 Barcelone      | Aviron            | Deux sans barreur H                   |
| Bronze   | Milan Janša Sadik Mujkič Sašo Mirjanič Janez Klemenčič | 1992 Barcelone      | Aviron            | Quatre sans barreur H                 |
| Bronze   | Alenka Dovžan                                          | 1994 Lillehammer    | Ski alpin         | Combiné F                             |
| Bronze   | Katja Koren                                            | 1994 Lillehammer    | Ski alpin         | Slalom spécial F                      |
| Bronze   | Jure Kosir                                             | 1994 Lillehammer    | Ski alpin         | Slalom spécial H                      |
| Argent   | Brigita Bukovec                                        | 1996 Atlanta        | Athlétisme        | 100 m haies F                         |
| Argent   | Andraž Vehovar                                         | 1996 Atlanta        | Canoë-kayak       | Slalom K-1 H                          |
| Or       | Iztok Čop Luka Špik                                    | 2000 Sydney         | Aviron            | Deux de couple hommes                 |
| Or       | Rajmond Debevec                                        | 2000 Sydney         | Tir               | Carabine 3x40 50 mètres hommes        |
| Bronze   | Damjan Fras Primož Peterka Robert Kranjec Peter Žonta  | 2002 Salt Lake City | Saut à ski        | Par équipe                            |
| Bronze   | Jolanda Čeplak                                         | 2004 Athènes        | Athlétisme        | 800 m F                               |
| Bronze   | Urška Žolnir                                           | 2004 Athènes        | Judo              | Poids mi-moyen (-63 kg)               |
| Argent   | Iztok Čop Luka Špik                                    | 2004 Athènes        | Aviron            | Deux de couple hommes                 |
| Bronze   | Vasilij Žbogar                                         | 2004 Athènes        | Voile             | Dériveur solitaire open Laser (mixte) |
| Bronze   | Lucija Polavder                                        | 2008 Pékin          | Judo              | +73 kg                                |
| Argent   | Sara Isakovic                                          | 2008 Pékin          | Natation          | 200 m nage libre                      |
| Bronze   | Rajmond Debevec                                        | 2008 Pékin          | Tir               | 50 m 3 positions                      |
| Or       | Primož Kozmus                                          | 2008 Pékin          | Lancer du marteau | Marteau                               |
| Argent   | Vasilij Žbogar                                         | 2008 Pékin          | Voile             | Dériveur solitaire open Laser (mixte) |
| Argent   | Tina Maze                                              | 2010 Vancouver      | Ski alpin         | Super-G                               |
| Argent   | Tina Maze                                              | 2010 Vancouver      | Ski alpin         | Slalom géant                          |
| Bronze   | Petra Majdic                                           | 2010 Vancouver      | Ski de fond       | Sprint                                |
| Or       | Urška Žolnir                                           | 2012 Londres        | Judo              | Moins de 63 kg femmes                 |
| Argent   | Primož Kozmus                                          | 2012 Londres        | Athlétisme        | Lancer du marteau hommes              |
| Bronze   | Iztok Cop Luka Spik                                    | 2012 Londres        | Aviron            | Deux de couple hommes                 |
| Bronze   | Rajmond Debevec                                        | 2012 Londres        | Tir               | Carabine à 50 m tir couché hommes     |
| Or       | Tina Maze                                              | 2014 Sotchi         | Ski alpin         | Descente femmes                       |
| Or       | Tina Maze                                              | 2014 Sotchi         | Ski alpin         | Slalom géant femmes                   |
| Argent   | Peter Prevc                                            | 2014 Sotchi         | Saut à ski        | Petit tremplin hommes                 |
| Argent   | Žan Košir                                              | 2014 Sotchi         | Snowboard         | Slalom parallèle hommes               |
| Bronze   | Teja Gregorin                                          | 2014 Sotchi         | Biathlon          | Poursuite femmes                      |
| Bronze   | Vesna Fabjan                                           | 2014 Sotchi         | Ski de fond       | Sprint femmes                         |
| Bronze   | Peter Prevc                                            | 2014 Sotchi         | Saut à ski        | Grand tremplin hommes                 |
| Bronze   | Žan Košir                                              | 2014 Sotchi         | Snowboard         | Slalom géant parallèle hommes         |
| Or       | Tina Trstenjak                                         | 2016 Rio            | Judo              | Moins de 63 kg femmes                 |
| Argent   | Peter Kauzer                                           | 2016 Rio            | Canoë-Kayak       | Slalom K-1 hommes                     |
| Argent   | Vasilij Žbogar                                         | 2016 Rio            | Voile             | Finn hommes                           |
| Bronze   | Anamari Velenšek                                       | 2016 Rio            | Judo              | Moins de 78 kg femmes                 |
| Or       | Janja Garnbret                                         | 2020 Tokyo          | Escalade          | Combiné femmes                        |
| Or       | Andreja Leški                                          | 2024 Paris          | Judo              | Moins de 63 kg femmes                 |
| Or       | Janja Garnbret                                         | 2024 Paris          | Escalade          | Combiné femmes                        |

## Tableau des médailles

### Par année
| Année               | Athlètes | Médaille d'or, Jeux olympiques | Médaille d'argent, Jeux olympiques | Médaille de bronze, Jeux olympiques | Total | Rang |
| Barcelone 1992      | 35       | 0                              | 0                                  | 2                                   | 2     | 52e  |
| Atlanta 1996        | 37       | 0                              | 2                                  | 0                                   | 2     | 55e  |
| Sydney 2000         | 74       | 2                              | 0                                  | 0                                   | 2     | 36e  |
| Athènes 2004        | 79       | 0                              | 1                                  | 3                                   | 4     | 63e  |
| Pékin 2008          | 62       | 1                              | 2                                  | 2                                   | 5     | 39e  |
| Londres 2012        | 65       | 1                              | 1                                  | 2                                   | 4     | 42e  |
| Rio de Janeiro 2016 | 63       | 1                              | 2                                  | 1                                   | 4     | 45e  |
| Tokyo 2020          | 53       | 3                              | 1                                  | 1                                   | 5     | 31e  |
| Paris 2024          | 90       | 2                              | 1                                  | 0                                   | 3     | 34e  |
| Total               | 558      | 10                             | 10                                 | 11                                  | 31    | 59e  |

| Année               | Athlètes | Médaille d'or, Jeux olympiques | Médaille d'argent, Jeux olympiques | Médaille de bronze, Jeux olympiques | Total | Rang |
| Albertville 1992    | 27       | 0                              | 0                                  | 0                                   | 0     | -    |
| Lillehammer 1994    | 22       | 0                              | 0                                  | 3                                   | 3     | 20e  |
| Nagano 1998         | 34       | 0                              | 0                                  | 0                                   | 0     | -    |
| Salt Lake City 2002 | 40       | 0                              | 0                                  | 1                                   | 1     | 23e  |
| Turin 2006          | 37       | 0                              | 0                                  | 0                                   | 0     | -    |
| Vancouver 2010      | 47       | 0                              | 2                                  | 1                                   | 3     | 21e  |
| Sotchi 2014         | 66       | 2                              | 2                                  | 4                                   | 8     | 16e  |
| Pyeongchang 2018    | 71       | 0                              | 1                                  | 1                                   | 2     | 24e  |
| Pékin 2022          | 42       | 2                              | 3                                  | 2                                   | 7     | 15e  |
| Total               | 386      | 4                              | 8                                  | 12                                  | 24    | 27e  |

### Par sport
| Place | Sport       | Médaille d'or, Jeux olympiques | Médaille d'argent, Jeux olympiques | Médaille de bronze, Jeux olympiques | Total | Rang |
| 1     | Judo        | 3                              | 1                                  | 3                                   | 7     | 15e  |
| 2     | Escalade    | 2                              | 0                                  | 0                                   | 2     | 1er  |
| 3     | Athlétisme  | 1                              | 2                                  | 1                                   | 4     | 62e  |
| 4     | Canoë-Kayak | 1                              | 2                                  | 0                                   | 3     | 32e  |
| 5     | Aviron      | 1                              | 1                                  | 3                                   | 5     | 28e  |
| 6     | Tir         | 1                              | 0                                  | 2                                   | 3     | 45e  |
| 7     | Cyclisme    | 1                              | 0                                  | 1                                   | 2     | 32e  |
| 8     | Voile       | 0                              | 3                                  | 1                                   | 4     | 33e  |
| 9     | Natation    | 0                              | 1                                  | 0                                   | 1     | 51e  |
| Total | Total       | 10                             | 10                                 | 11                                  | 31    | 59e  |

| Place | Sport       | Médaille d'or, Jeux olympiques | Médaille d'argent, Jeux olympiques | Médaille de bronze, Jeux olympiques | Total | Rang |
| 1     | Ski alpin   | 2                              | 3                                  | 3                                   | 8     | 12e  |
| 2     | Saut à ski  | 2                              | 2                                  | 3                                   | 7     | 9e   |
| 3     | Snowboard   | 0                              | 2                                  | 3                                   | 5     | 16e  |
| 4     | Biathlon    | 0                              | 1                                  | 1                                   | 2     | 20e  |
| 5     | Ski de fond | 0                              | 0                                  | 2                                   | 2     | 22e  |
| Total | Total       | 4                              | 8                                  | 12                                  | 24    | 27e  |